# 扬·安东内斯库
扬·安东内斯库（羅馬尼亞語：Ion Antonescu，羅馬尼亞語：[iˈon antoˈnesku] ⓘ，1882年6月2日—1946年6月1日）是罗马尼亚军人、政治人物。1907年農民起義和第一次世界大戰的羅馬尼亞戰役中經已成名。1919年参加对匈牙利革命的军事干涉。大战后，曾任罗驻法、英使馆武官。1934年任参谋总长。1937年12月任军事大臣。他作為一個反猶太主義者、戰時同情極右翼和法西斯的國家基督教黨和鐵衛隊成員。他利用苏联1940年6月出兵比萨拉比亚和北布科维纳一事，煽动反苏，鼓吹亲德。1940年9月4日到1944年8月23日期間，他出任羅馬尼亞總理，成為羅馬尼亞在第二次世界大戰的实际独裁者，並加入軸心國陣營後成為國家元首，集中了外交和兵權於一身，並於1941年6月帶領羅馬尼亞參與苏德战争。1944年8月23日安东内斯库被共产党、王室和军队等方面参加的八二三武装起义推翻。1946年5月17日被布加勒斯特人民法庭判处死刑，同年6月1日被判以戰爭罪處決，时年64岁。
他死後，由於新生的罗马尼亚共产党政府动荡造成的社會問題、助長了民族主義和極右翼企圖为其平反的诉求，並申請他成為國家民族的「英雄」，然而2003年的威賽爾委員會報告依然對他參與大屠殺進行了正式的重申和譴責。

## 經歷

### 早年生活
安东内斯库出身於首都布加勒斯特西北部皮特什蒂鎮一個中產階級的羅馬尼亞東正教家庭，其父親擁有上尉军衔的陸軍軍官。
他與母親Lița Baranga的關係格外密切，後者在安東內斯庫本人去世後依然健在。他的父親作為一名軍官，希望揚能夠繼承他的衣缽，因此將他送到克拉約瓦的步兵和騎兵學校就讀。在他的童年時期，他的父親與母親離婚，後來與一位改信東正教的猶太女人結婚。父母婚姻的破裂對年幼的安東內斯庫來說是一次創傷性的事件，他公開表達了對繼母的不喜歡，總是將她描述為一個摧毀了他父母幸福婚姻的致命女人。
他早年曾在克拉约瓦和雅西学习军事，后又到法国进修。1907年他参与镇压农民起义，由于其冷酷无情获得了Câinele roşu （意为红犬）的绰号。他参加了1913年的第二次巴尔干战争，期间获当时罗马尼亚军队的最高荣誉：勇敢的米哈伊勋章。他也参与了第一次世界大战和匈牙利-羅馬尼亞戰爭。
1920年代初他先后任驻法国和英国的武官，期间与一名羅裔法国女子玛丽亚结婚，安東內斯庫是瑪利亞的第三任丈夫，瑪利亞的前兩任丈夫包括一名警察和法國猶太人。这一时期他还担任过罗马尼亚王家陸軍騎兵学校校長、参謀大学校長等职。1930年代末他还担任过国防部长。

### 獲得政權
安东内斯库长年和极右的铁卫团组织有着密切的联系，为此1937年他一度被下狱。之后他因为大唱民族主义论调反对割领土给周边国家而再次被投狱，但同时也开始获得相当多的支持。在压力下，1940年9月4日国王卡羅爾二世任命安东内斯库为首相。就在几天前，罗马尼亚刚刚失去了相当一部分领土：比萨拉比亚和北布科维纳被苏联夺去；德國及意大利指令羅馬尼亞根據第二次維也納仲裁裁決將北特兰西瓦尼亚大部被划给匈牙利王國；南多布罗加则被划到保加利亚王國，領土的喪失令卡羅尔二世在政客及國家壓力下退位。安东内斯库在9月5日由卡羅爾二世任命為新首相，他其後取消憲法，解散了国会并驱逐了卡羅爾二世，改立米哈伊一世並获得了绝对的权力。
安东内斯库上任后伊始和铁卫团关系仍旧紧密，但不久这种关系就变得难以维持。安东内斯库开始利用权力限制铁卫团，终于导致在1941年1月20日铁卫团发动武装暴动。但在納粹德國的帮助下安东内斯库只用了两天时间就平息了暴动。

### 參與二戰
安东内斯库在战中选择加入轴心国参与对苏战争，主要避免國土再次被瓜分奪去而尋求納粹德國的保護，也既出于罗马尼亚的部分报复蘇联的想法，也在一定程度上体现了安东内斯库的反共心理。同时由于有罗马尼亚作盟国，德国也获得了罗马尼亚的石油天然气资源。战争初期罗马尼亚乘着闪電战的威力夺回了比萨拉比亚和北布科维纳，在年末至1942年獲得了更多烏克蘭西部的一些領土（聶斯特河省），在敖德萨制造了猶太人和蘇聯人屠杀（1941年敖德薩大屠殺）；安东内斯库也由此获元帅称号。但在经历斯大林格勒战役等转折之后，在一連串戰役后，德軍逐漸退卻，失去德國領土保護的羅馬尼亞，蘇軍逐漸迫近罗马尼亚本土。
意识到不妙的安东内斯库曾试图和同盟国（特别是英美）单独講和，但没有成果。1944年8月20日苏军开始进攻罗马尼亚本土，第二天米哈伊一世在共产主义者协助下发动了政变，逮捕了安东内斯库及其阁僚。不久罗马尼亚对德宣战。

### 遭受處決
安東內斯庫等人先被押往蘇聯，後於1946年4月9日引渡返國。他被控協助德國進行戰爭活動並「出賣國家利益」，及殺害國內的反對派和猶太人（例如：共產黨及共濟會會員）。同年6月1日，安東內斯庫一行人被行刑隊槍決。

## 後續評價

### 社會主義時期的評價
由于二戰時针对犹太人、苏联人和共产党员的大屠殺和戰爭等問題上，羅馬尼亞社會主義共和國政府的評價将其彻底否定。當中如由蘇聯歷史學所和卢克雷奇·帕特拉什卡努就以馬克思主義角度進行分析，作出了完全基於馬克思列寧主義的階級鬥爭觀念來解釋羅馬尼亞的戰時演變，最終強調赤化及八·二三武裝起義的必要過程，但共產主義時期的评价被质疑客觀性。

### 20世紀90年代的辯論
經過1989年革命推翻共產主義的羅馬尼亞之後，羅馬尼亞人對安東內斯庫的形象出現了不同看法。例如：20世紀90年代的民意調查顯示，安東內斯庫受到普遍民眾歡迎。輿論亦受到某種恢復了“ 猶太布爾什維克主義 ”的概念影響，又有指責猶太人將共產主義帶到羅馬尼亞。英國歷史學家托尼·朱特認為部份人將反俄情緒與否認大屠殺混為一談。羅馬尼亞的政治科學家弗拉基米爾·斯特納內亞努提到了1989年後，安東內斯庫的話題包括了“偽神聖”形象，以及“迫害幻想”的社會現象。

### 法律上名譽恢復的爭議
2006年12月5日，羅馬尼亞布加勒斯特地方法院裁決恢復安東內斯庫及其22名閣僚的名譽，推翻一些危害和平罪行，並稱他們參與的是「預防性戰爭」（反抗蘇聯赤化和防範鄰國侵略）。該消息於2007年3月正式對外發布後，俄羅斯外交部表示難以接受，同時其他前蘇聯國家，以及歷史學家給予強烈的批評和壓力。2008年5月，羅馬尼亞最高法院推翻了上述裁決。安東內斯庫的抵押繼承人因布拉索夫法庭駁回上訴申求，終以戰爭罪犯財產法為理沒收了相關遺產。